# Euphorbia invenusta
Euphorbia invenusta  es una especie fanerógama perteneciente a la familia de las cactáceas. Es endémica de Kenia.

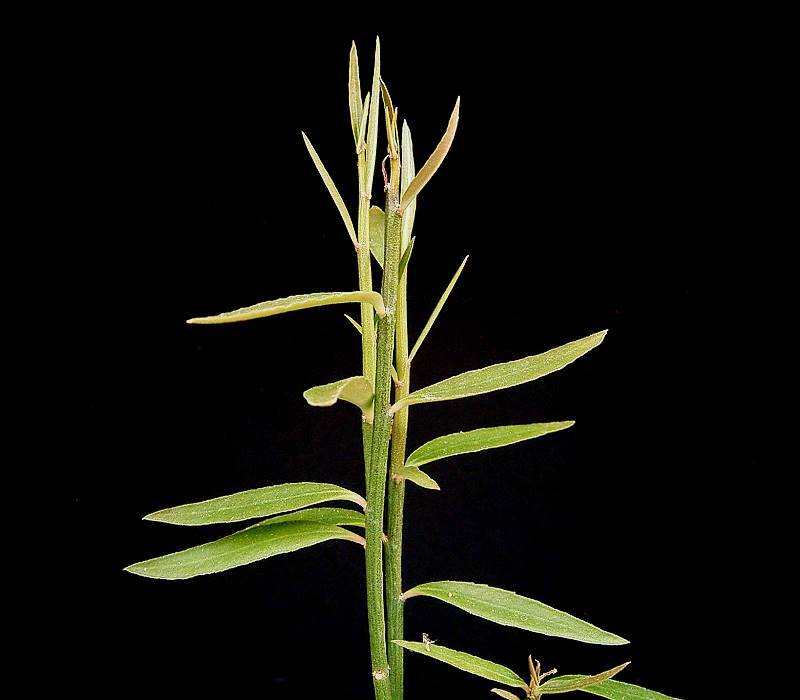
Detalle de la planta

## Descripción
Es una planta arbustiva con tallos suculentos.

## Variedades
- Euphorbia invenusta var. angusta (P.R.O.Bally) Bruyns 2006 (= Monadenium invenustum var. angustum
- Euphorbia invenusta var. invenusta (= Monadenium invenustum var. invenustum

## Taxonomía
Euphorbia invenusta fue descrita por (N.E.Br.) Bruyns y publicado en Taxon 55: 413. 2006.
Etimología
Euphorbia: nombre genérico que deriva del médico griego del rey Juba II de Mauritania (52 a 50 a. C. - 23), Euphorbus, en su honor – o en alusión a su gran vientre –  ya que usaba médicamente Euphorbia resinifera. En 1753 Carlos Linneo asignó el nombre a todo el género.
invenusta: epíteto latino que significa "plano, sin adorno".
Sinonimia
- Monadenium invenustum N.E.Br.[6]